# West-Amerikaanse spitsmuis
De West-Amerikaanse spitsmuis (Sorex vagrans)  is een zoogdier uit de familie van de spitsmuizen (Soricidae). De wetenschappelijke naam van de soort werd voor het eerst geldig gepubliceerd door Baird in 1857.

## Voorkomen
De soort komt voor in Canada en de Verenigde Staten.